# داولت سینگ کوتاری

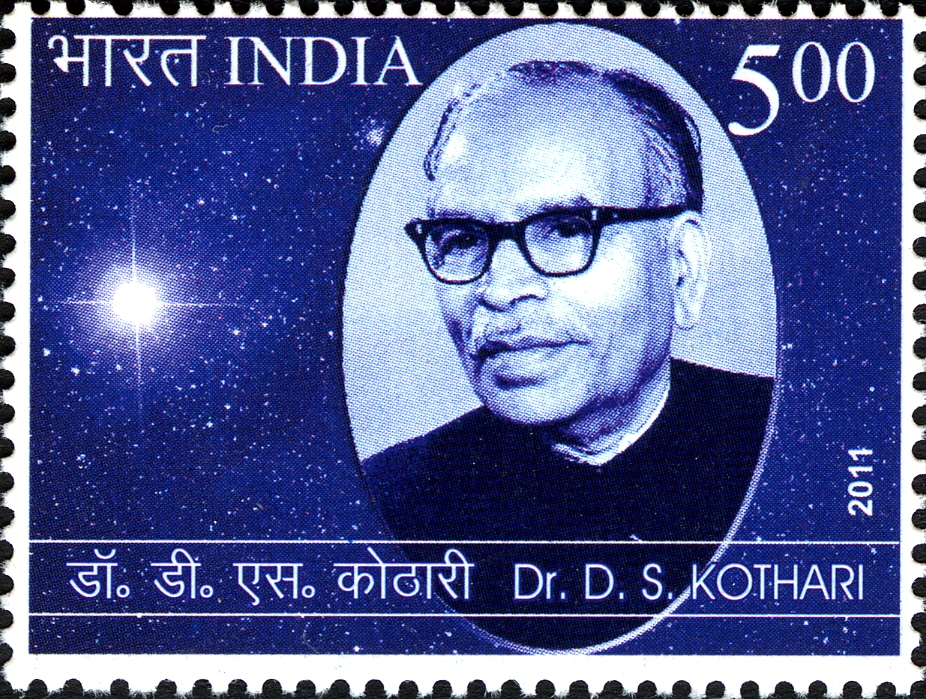
نگارهٔ داولت سینگ کوتاری بر روی یک تمبر هندی - ۲۰۱۱

 داولت سینگ کوتاری (انگلیسی: Daulat Singh Kothari؛ زاده ۱۹۰۵ درگذشته ۱۹۹۳) فیزیک‌دان اهل هند بود.